# Eat You Up
Eat You Up – pierwszy angielski singel koreańskiej piosenkarki BoA Kwon. Wypuszczenie singla na rynek planowano 14 października, jednak przesunięto tę datę o tydzień – na 21 października 2008. W wersji CD singel ma wyjść w Stanach Zjednoczonych 11 listopada 2008. Eat You Up w internecie zostanie udostępniony trzydziestu krajom m.in. w Anglii, Francji, Włoszech, Niemczech, Australii. Utwór znajdzie się na nadchodzącym albumie Look Who's Talking. Jego producentem jest Bloodshy & Avant. Piosenkę ujawniono w serwisie MySpace 2 października.

## Lista utworów
1. „Eat You Up”

## Twórcy
- BoA Kwon – wokal, wokal wspierający
- Bloodshy & Avant i Thomas Troelsen – produkcja